# Razès
Razès är en kommun i departementet Haute-Vienne i regionen Nouvelle-Aquitaine i västra Frankrike. Kommunen ligger i kantonen Bessines-sur-Gartempe som tillhör arrondissementet Bellac. År 2022 hade Razès 1 161 invånare.

## Befolkningsutveckling
Antalet invånare i kommunen Razès
| Referens: INSEE |